# Kairos röda ros
Kairos röda ros (originaltite: The Purple Rose of Cairo) är en amerikansk komedifilm från 1985, i regi av Woody Allen.

## Rollista i urval
- Mia Farrow - Cecilia
- Jeff Daniels - Tom Baxter/Gil Shepherd
- Danny Aiello - Monk
- Edward Herrmann - Henry
- John Wood - Jason
- Deborah Rush - Rita
- Zoe Caldwell - grevinnan
- Van Johnson - Larry Wilde
- Karen Akers - Kitty Haynes
- Milo O'Shea - Fader Donnelly
- Dianne Wiest - Emma
- George Martin - filmpublik